# براق 85 (صاروخ)
براق 85 هو صاروخ فلسطيني من تطوير حركة سرايا القدس الذراع أو الجناح العسكري لحركة الجهاد الإسلامي في فلسطين. برزَ استخدام هذا الصاروخ خلالَ عملية ثأر الأحرار وتحديدًا يوم الحادي من أيار/مايو حينما استعملته السرايا في استهدافِ مدينة تل أبيب ومدن إسرائيلية أخرى ردًا على سلسلة الاغتيالات الإسرائيلية لقادة الحركة وردًا على استهداف الشقق السكنية في القطاع، لكنّه دخل الخدمة قبل 4 سنوات تقريبًا وتحديدًا في وقتٍ ما من عام 2019.

## المواصفات
بحسبِ سرايا القدس فإنّ صاروخ براق 85 الذي استُعملَ في عمليّة ثأر الأجرار يحملُ رأسًا حربيًا يزنُ 40 كيلوغرامًا ويصل مداه كما يدلُّ على ذلك اسمه إلى 85 كيلومترًا. دخلَ هذا الصاروخ الخدمة بحسبِ السرايا عام 2019، لكنّ أول استخدامٍ ملحوظٍ له كان في شهر أيار/مايو من عام 2023.

## الاستخدام
استخدمت سرايا القدس الصواريخ من طراز براق 85 والتي يصلُ مداها إلى 85 كيلومترًا في قصفِ تل أبيب وعددٍ من المدن الإسرائيليّة ضمنَ عملية ثأر الأحرار ردًا على عملية السهم الواقي التي أطلقتها إسرائيل في ساعات الصباح الأولى من أيار/مايو 2023 والتي اغتالَت فيها ثلاث قادة بارزين في صفوف السرايا في يومٍ واحد ثمّ اغتالَت في الأيام اللاحقة قادة آخرين وعلى رأسهم علي غالي مسؤول الوحدة الصاروخية في السرايا ونائبه أحمد أبو دقة.
أرفقت سرايا القدس في رسالتها التي وجَّهتها إلى إسرائيل عقبَ استخدامها لهذا الصاروخ جملة «لن ينفعكم مقلاعكم» باللغتين العربية والعبرية، في إشارةٍ إلى منظومة مقلاع داوود التي فعَّلتها إسرائيل خلال هذه الاشتباكات لمحاولة صدِّ صواريخ المقاومة التي تنطلقُ من غزة.